# Championnat de Mayotte de football 2020
Navigation
R1 2019 R1 2021
Le championnat de Mayotte de football 2020 ou championnat de Division 1 Régionale est la 30e édition de la compétition. La saison débute le 29 février 2020 avant d'être suspendue en mars 2020 à cause de la pandémie de Covid-19. La saison devait se terminera le 31 octobre 2020.
Les équipes promues de deuxième division sont l’ASJ Moinstrindri et l'AS Bandraboua.

## Participants

### Équipes participantes
| Club                            | Ville         | Classement 2020 |
| ------------------------------- | ------------- | --------------- |
| AS Rosador                      | Mamoudzou     |                 |
| Football Club Mtsapéré          | Mamoudzou     |                 |
| ASC Kawéni                      | Mamoudzou     |                 |
| ASC Abeilles                    | Mtsamboro     |                 |
| UCS Sada                        | Sada          |                 |
| Association sportive Jumeaux    | Bouéni        |                 |
| Diables noirs de Combani        | Tsingoni      |                 |
| USCP Anteou                     | Bouéni        |                 |
| Association sportive de Sada    | Sada          |                 |
| USCJ Koungou                    | Koungou       |                 |
| Tchanga Sport Culture           | M'Tsangamouji |                 |
| ASJ Moinatrindri                | Bouéni        |                 |
| Association sportive Bandraboua | Bandraboua    |                 |

- Promu

## Compétition

### Classement
Source : Classement officiel sur le site de la FFF.
| Rang | Équipe             | Pts | J | G | N | P | Bp | Bc | Diff |
| ---- | ------------------ | --- | - | - | - | - | -- | -- | ---- |
| 1    | AS Jumeaux T       | 6   | 2 | 2 | 0 | 0 | 9  | 2  | +7   |
| 2    | FC Mtsapéré        | 6   | 2 | 2 | 0 | 0 | 8  | 1  | +7   |
| 3    | USCP Anteou        | 6   | 2 | 2 | 0 | 0 | 4  | 0  | +4   |
| 4    | AS Rosador         | 3   | 1 | 1 | 0 | 0 | 3  | 0  | +3   |
| 5    | UCS Sada           | 3   | 1 | 1 | 0 | 0 | 1  | 0  | +1   |
| 6    | ASJ Moinatrindri P | 1   | 2 | 0 | 1 | 1 | 2  | 5  | -3   |
| 7    | AS Bandraboua      | 1   | 2 | 0 | 1 | 1 | 2  | 6  | -4   |
| 8    | Diables noirs      | 0   | 1 | 0 | 0 | 1 | 0  | 1  | -1   |
| 9    | USCJ Koungou       | 0   | 1 | 0 | 0 | 1 | 1  | 4  | -3   |
| 10   | AS Sada P          | 0   | 1 | 0 | 0 | 1 | 0  | 3  | -3   |
| 11   | Tchanga SC         | 0   | 2 | 0 | 0 | 2 | 0  | 5  | -5   |
| 12   | ASC Kawéni         | -1  | 1 | 0 | 0 | 1 | 0  | 3  | -3   |